# 3.º Prêmio Capes de Tese (2008)
O 3º Prêmio Capes de Tese foi um evento organizado em 2008 pela Coordenação de Aperfeiçoamento de Pessoal de Nível Superior (CAPES) com o propósito de premiar as melhores teses de doutorado, de diferentes campos científicos, que foram defendidas no ano de 2007 em instituições de ensino superior brasileiras.

## Homenageados no Grande Prêmio de Tese
Entre os anos de 2006 a 2008, o Prêmio Capes de Tese possuía três categorias que eram nomeadas com nomes de cientistas brasileiros que se notabilizaram. Esta foi a penúltima edição em que a CAPES homenageou cientistas dando nome às premiações que formavam o Grande Prêmio de Tese relativo àquele ano.
Os cientistas homenageados foram os seguintes:
- Leopoldo Nachbin (engenheiro civil pela UFRJ com doutorado em matemática por Chicago, representando a área de Engenharia, Ciências Exatas e da Terra);
- Maurício Rocha e Silva (médico pela UFRJ, professor da Faculdade de Medicina de Ribeirão Preto e descobridor da bradicinina, representando a área de Ciências Biológicas, Ciências da Saúde e Ciências Agrárias);
- Mario Pedrosa (advogado formado pela UFRJ, foi um ativista, jornalista e crítico de arte, representando a área de Ciências Humanas, Letras e Artes).

## Vencedores
Na edição de 2008 que avaliou as teses de doutorado defendidas em 2007, os vencedores do Grande Prêmio foram as seguintes:
- Grande Prêmio CAPES de Tese "Leopoldo Nachbin": Eduardo Freire Nakamura (UFMG) - orientador: Antônio Alfredo Ferreira Loureiro.[3][4]
- Grande Prêmio CAPES de Tese "Maurício Rocha e Silva": Rogério de Castilho Jacinto (UNICAMP/Piracicaba) - orientadora: Brenda Paula Figueiredo de Almeida Gomes.[5]
- Grande Prêmio CAPES de Tese "Mario Pedrosa": Sérgio Adas (USP) - orientador: Antonio Carlos Robert de Moraes.

Nessa mesma edição foram certificadas somente as menções honrosas das áreas de avaliação da CAPES.

### Menção honrosa
Os seguintes cientistas obtiveram o reconhecimento de suas pesquisas com o obtenção do prêmio de menção honrosa conferida a suas teses de doutorado:
| Área                                        | Vencedor | Orientador                                 | Universidade                                          |
| ------------------------------------------- | --- | ------------------------------------------ | ----------------------------------------------------- |
| Antropologia/Arqueologia                    | AS COISAS: Os enfeites corporais e a noção de pessoa entre os Maimaindê (Joana Miller) | Aparecida Maria Neiva Vilaça               | UFRJ (Rio de Janeiro, Rio de Janeiro)                 |
| Arquitetura e Urbanismo                     | A Urbanização do Ceará Setecetista - As vilas de Nossa Senhora da Expectação do Icó e de Santa Cruz do Aracati (Clovis Ramiro Jucá Neto)                                                                                      | Pedro de Almeida Vasconcelos               | UFBA (Salvador, Bahia)                                |
| Artes/Música                                | CTRL+ART+DEL: Contexto, arte e tecnologia (Fábio Oliveira Nunes) | Gilberto dos Santos Prado                  | USP (São Paulo, São Paulo)                            |
| Artes/Música                                | Um Garatuja entre Wotan e o Fauno: Alberto Nepomuceno e o modernismo musical no Brasil (Luiz Guilherme Duro Goldberg) | Maria Elizabeth Lucas                      | UFRGS (Porto Alegre, Rio Grande do Sul)               |
| Astronomia/Física                           | Sismologia das Estrelas ZZ Ceti (Bárbara Garcia Castanheira) | Kepler de Souza Oliveira Filho             | UFRGS (Porto Alegre, Rio Grande do Sul)               |
| Astronomia/Física                           | Mistura de Sabor e Violação de CP (Celso Chikahiro Nishi) | Juan Carlos Montero Garcia                 | UNESP (São Paulo, São Paulo)                          |
| Ciência da Computação                       | Lógica e Escalonamento de Teste para Sistemas com Rede Intra-Chip Baseadas em Topologia de Malha (Alexandre de Morais Amory)                                                                                                  | Marcelo Soares Lubaszewski                 | UFRGS (Porto Alegre, Rio Grande do Sul)               |
| Ciência da Computação                       | Gerenciamento de workflows científicos em bioinformática (Luciano Antonio Digiampietri) | João Carlos Setubal                        | UNICAMP (Campinas, São Paulo)                         |
| Ciências dos Alimentos                      | Characterization of poly-hydroxybutyrate-hydroxyvalerate (PHB-HV)/corn starch blend films (Kelen Cristina dos Reis) | Joelma Pereira                             | Universidade Federal de Lavras (Lavras, Minas Gerais) |
| Ciências dos Alimentos                      | Efeito do desmame precoce e da suplementação com glutamina, in vitro e in vivo, sobre a funcionalidade de macrófagos peritoniais e o estado nutricional de camundongos (Marcelo Macedo Rogero)                                | Julio Orlando Tirapegui Toledo             | USP (São Paulo, São Paulo)                            |
| Ciências Agrárias                           | Diagnose molecular do Cancro Bacteriano da videira causado por Xanthomonas campestris pv. viticola (Loiselene Carvalho da Trindade)                                                                                           | Marisa Álvares da Silva Velloso Ferreira   | UnB (Brasília, Distrito Federal)                      |
| Ciências Agrárias                           | Tomato induced defenses mediating ecological interactions among arthropods (Renato de Almeida Sarmento) | Ângelo Pallini Filho                       | UFV (Viçosa, Minas Gerais)                            |
| Ciências Biológicas I                       | Análise de dados de expressão gênica: normalização de microarrays e modelagem de redes regulatórias (André Fujita) | Carlos Eduardo Ferreira                    | USP (São Paulo, São Paulo)                            |
| Ciências Biológicas I                       | O mecanismo de ação da ecteinascidina-743 e sua interação com a reparação do DNA (Daniele Grazziotin Soares) | João Antonio Pêgas Henriques               | UFRGS (Porto Alegre, Rio Grande do Sul)               |
| Ciências Biológicas II                      | Fusão de membranas como alvo para inativação viral e desenvolvimento de vacinas (Fausto Stauffer Junqueira de Souza) | Andrea Thompson da Poian                   | UFRJ (Rio de Janeiro, Rio de Janeiro)                 |
| Ciências Biológicas II                      | Interação Neurônio-Glia: Efeito do Fator de Crescimento Transformante B1 (Luciana Ferreira Romão) | Vivaldo Moura Neto                         | UFRJ (Rio de Janeiro, Rio de Janeiro)                 |
| Ciências Biológicas III                     | Diversidade genética e reconhecimento imune de proteinas de superficie de merozoitos de Plasmodium Falciparum (MSP-1 e MSP-2) em indivíduos expostos à malária no Brasil (Kezia Katiani Gorza Scopel)                         | Érika Martins Braga                        | UFMG (Belo Horizonte, Minas Gerais)                   |
| Ciências Sociais Aplicadas I                | Micropolíticas da Juventude e Visibilidades Transversais: In(ter)venções Audivisuais na Restinga, em Porto Alegre (Deisimer Gorczevski)                                                                                       | Denise Cogo                                | UNISINOS (São Leopoldo, Rio Grande do Sul)            |
| Direito                                     | Estado-Jurisdição em Crise e a Instituição do Consenso: por uma outra cultura no tratamento dos conflitos (Fabiana Marion Spengler)                                                                                           | José Luis Bolzan de Morais                 | UNISINOS (São Leopoldo, Rio Grande do Sul)            |
| Ecologia e Meio Ambiente                    | Interações entre Formigas, Frutos e Sementes em Solo de Cerrado: O Papel de Formigas na Biologia de Sementes e Plântulas (Alexander Vicente Christianini)                                                                     | Paulo Sérgio M.C.de Oliveira               | UNICAMP (Campinas, São Paulo)                         |
| Economia                                    | Firma e território: três ensaios sobre inovação em ambientes periféricos (Eduardo Gonçalves) | Mauro Borges Lemos                         | UFMG (Belo Horizonte, Minas Gerais)                   |
| Economia                                    | Ciclos eleitorais, reeleição e déficit fiscal nos municípios brasileiros: uma análise via dados em painel (Sérgio Naruhiko Sakurai)                                                                                           | Naércio Aquino Menezes Filho               | USP (São Paulo, São Paulo)                            |
| Educação                                    | O mercado do livro didático no Brasil: da criação do Programa Nacional do Livro Didático (PNLD) à entrada do capital internacional espanhol (1985-2007) (Célia Cristina de Figueiredo Cassiano)                               | Kazumi Munakata                            | PUC-SP (São Paulo, São Paulo)                         |
| Educação Física                             | Proposição, Validação e Aplicação de um Novo Método para Análise Cinemática Tridimensional da Movimentação da Caixa Torácica durante a Respiração (Karine Jacon Sarro)                                                        | Ricardo Machado Leite de Barros            | UNICAMP (Campinas, São Paulo)                         |
| Educação Física                             | Processamento auditivo e estressores familiares em indivíduos com dificuldades escolares (Stela Maris Aguiar Lemos) | Liliane Desgualdo Pereira                  | UNIFESP (São Paulo, São Paulo)                        |
| Enfermagem                                  | Experiência de familias no seguimento de crianças pré-termo e de baixo peso ao nascer no município de Cascavel-PR (Claudia Silveira Vieira)                                                                                   | Débora Falleiros de Mello                  | USP-RP (Ribeirão Preto, São Paulo)                    |
| Enfermagem                                  | Condições de saúde e cuidado domiciliar de indivíduos com lesão de medula espinhal (Soraia Assad Nasbine Rabeh) | Maria Helena Larcher Caliri                | USP-RP (Ribeirão Preto, São Paulo)                    |
| Engenharias I                               | Proposição de metodologia para avaliação dos efeitos da urbanização nos corpos de água (Leonardo Mitre Alvim de Castro) | Márcio Benedito Baptista                   | UFMG (Belo Horizonte, Minas Gerais)                   |
| Engenharias I                               | Pisos mistos aço-concreto com ligações semi-rígidas sob ação de cargas de gravidade: análise estática não-linear e dinâmica, experimental e numérica (Tiago José Limoeiro de Oliveira)                                        | Eduardo de Miranda Batista                 | UFRJ (Rio de Janeiro, Rio de Janeiro)                 |
| Engenharias II                              | Remoção de Pb, Cr e Cu por Processo Combinado Biossorção/Bioflotação Utilizando a Cepa Rhodococcus Opacus (Belenia Yaneth Medina Bueno)                                                                                       | Maurício Leonardo Torem                    | PUC-RJ (Rio de Janeiro, Rio de Janeiro)               |
| Engenharias II                              | Produção de ramnolipídeos por Pseudomonas aeruginosa PA1 em biorreator com oxigenação por contactor de membranas (Frederico de Araujo Kronemberger)                                                                           | Cristiano Piacsek Borges                   | UFRJ (Rio de Janeiro, Rio de Janeiro)                 |
| Engenharias III                             | Modelagem Matemática do efeito Chicote em Cadeias de Abastecimento (José Carlos Fioriolli) | Flávio Sanson Fogliatto                    | UFRGS (Porto Alegre, Rio Grande do Sul)               |
| Engenharias III                             | Planejamento de Experimentos para Identificação de Propriedades Termofísicas de Materiais Semitransparentes (Olivier Jacques Marie Wellele)                                                                                   | Helcio Rangel Barreto Orlande              | UFRJ (Rio de Janeiro, Rio de Janeiro)                 |
| Engenharias IV                              | Alocação de perdas e custos pelo uso do sistema de transmissão (Delberis Araújo Lima) | Antonio Padilha Feltrin                    | UNESP-Ilha Solteira (Ilha Solteira, São Paulo)        |
| Farmácia                                    | Avaliação in vitro da permeabilidade cutânea da rutina em emulsões cosméticas (André Rolim Baby) | Maria Valéria Robles Velasco de Paola      | USP (São Paulo, São Paulo)                            |
| Farmácia                                    | Caracterização funcional de diferentes componentes das vias metabólicas de resposta ao dano DNA no fungo filamentoso Aspergillus nidulans (Iran Malavazi)                                                                     | Gustavo Henrique Goldman                   | USP-RP (Ribeirão Preto, São Paulo)                    |
| Filosofia / Teologia: Subcomissão Filosofia | O Debate entre o deontologismo e Conseqüencialismo. Uma proposta de Esclarecimento a partir de Kant e Rawls (Antonio Frederico Saturnino Braga)                                                                               | Luiz Bernardo Leite Araujo                 | UERJ (Rio de Janeiro, Rio de Janeiro)                 |
| Filosofia / Teologia: Subcomissão Filosofia | Antístenes de Atenas ou sobre o prazer da Linguagem (Carlos de Almeida Lemos) | Fernando José de Santoro Moreira           | UFRJ (Rio de Janeiro, Rio de Janeiro)                 |
| Geociências                                 | Alteração Hidrotermal do Prospecto Aurífero Cerro La Mina, Los Menucos, Patagônia Argentina: Geologia, Sensoriamento Remoto e Isótopos Estáveis (Diego Fernando Ducart)                                                       | Álvaro Penteado Crosta                     | UNICAMP (Campinas, São Paulo)                         |
| Geografia                                   | Alterações Hidrogeomorfológicas no médio-baixo Rio Doce/ES (André Luiz Nascentes Coelho) | Sandra Baptista da Cunha                   | UFF (Niterói, Rio de Janeiro)                         |
| Geografia                                   | Renda da Terra e Produção do Espaço Urbano em Jales-SP (Sedeval Nardoque) | Lúcia Helena de Oliveira Gerardi           | UNESP-Rio Claro (Rio Claro, São Paulo)                |
| Interdisciplinar                            | Conservação de carnívoros e a interface homem-fauna doméstica-fauna silvestre numa área fragmentada da Amazônia oriental brasileira (Christina Wippich Whiteman)                                                              | Eliana Reiko Matushima                     | USP-ESALQ (Piracicaba, São Paulo)                     |
| Interdisciplinar                            | Os relatórios Kinsey, Master & Johnson, Hite: As sexualidades estatísticas em uma perspectiva das ciências humanas (Tito Sena)                                                                                                | Mara Coelho de Souza Lago                  | UFSC (Florianópolis, Santa Catarina)                  |
| Letras/Linguística                          | De Magia (Ms. Laud Or. 282, Bodleiam Library): Edição e Estudo (Aléxia Teles Duchowny) | Maria Antonieta Amarante de Mendonça Cohen | UFMG (Belo Horizonte, Minas Gerais)                   |
| Letras/Linguística                          | A rede de Capistrano de Abreu (1853-1927): uma análise historiográfica de rã-txa hu-ni-ku-ĩ em face da Sul-americanística dos anos 1890-1929 (Beatriz Protti Christino)                                                       | Maria Cristina Fernandes Salles Altman     | USP (São Paulo, São Paulo)                            |
| Matemática/Probabilidade e Estatística      | Estimativas estatísticas e dissipação anomala em turbulência de fluidos (Fabio Antonio Tavares Ramos) | Ricardo Martins da Silva Rosa              | UFRJ (Rio de Janeiro, Rio de Janeiro)                 |
| Medicina I                                  | Monitorização ambulatorial da pressão arterial, excreção urinária de albumina e alterações estruturais cardíacas em pacientes com Diabetes Melito tipo 2 (Cristiane Bauermann Leitão)                                         | Jorge Luiz Gross                           | UFRGS (Porto Alegre, Rio Grande do Sul)               |
| Medicina I                                  | Avaliação de composição corporal, metabolismo glicídico perfil lipídico e qualidade de vida em mulheres com prolactinoma? (Erika Cesar de Oliveira Naliato)                                                                   | Alice Helena Dutra                         | UFRJ (Rio de Janeiro, Rio de Janeiro)                 |
| Medicina II                                 | Abordagens Inovadoras para o controle da Tuberculose na Cidade do Rio de Janeiro (Solange Cesar Cavalcante) | Paulo Feijó Barroso                        | UFRJ (Rio de Janeiro, Rio de Janeiro)                 |
| Medicina II                                 | Proliferação celular e citocinas BCG específicos em crianças com AIDS: Efeito de suplementos Nutricionais (Yara Maria Franco Moreno)                                                                                          | Maria Marluce dos Santos Vilela            | UNICAMP (Campinas, São Paulo)                         |
| Medicina III                                | Aberrações Ópticas em Olhos Pseudofácicos e com Catarata (Karolinne Maia Rocha) | Walton Nosé                                | UNIFESP (São Paulo, São Paulo)                        |
| Medicina III                                | Avaliação do volume endometrial pela ultra-sonografia tridimensional em procedimentos de reprodução assistida (Wellington de Paula Martins)                                                                                   | Rui Alberto Ferriani                       | USP-RP (Ribeirão Preto, São Paulo)                    |
| Medicina Veterinária                        | Perfil de Expressão Gênica em Células Trofoblásticas Bovinas durante a Infecção por Brucella abortus (Alcina Vieira de Carvalho Neta)                                                                                         | Renato de Lima Santos                      | UFMG (Belo Horizonte, Minas Gerais)                   |
| Medicina Veterinária                        | Regulação da Expressão do Receptor AT2 e Efeito da Angiotensina II sobre a Expressão de Genes Envolvidos no Desenvolvimento Folicular e Ovulação em Células da Granulosa de Bovinos (Valério Valdetar Marques Portela Júnior) | Paulo Bayard Dias Gonçalves                | UFSM (Santa Maria, Rio Grande do Sul)                 |
| Odontologia                                 | Efeito do xilitol em pastilhas na composição do biofilme dental e na desmieralização e remineralização do esmalte (Fernanda de Morais Ferreira)                                                                               | Antonio Carlos Guedes-Pinto                | USP (São Paulo, São Paulo)                            |
| Odontologia                                 | Efeito da inibição dos receptores de fator de crescimento endotelial vascular na angiogênse tumoral em carcinomas espinocelulares de cabeça e pescoço (Marta Miyazawa)                                                        | Denise Tostes Oliveira                     | USP-Bauru (Bauru, São Paulo)                          |
| Planejamento Urbano e Regional/Demografia   | Reconstrução de Histórias de Nascimentos a partir de Dados Censitários: Aspectos teóricos e evidências empíricas (Adriana de Miranda Ribeiro)                                                                                 | Eduardo Luiz Gonçalves Rios Neto           | UFMG (Belo Horizonte, Minas Gerais)                   |
| Planejamento Urbano e Regional/Demografia   | Análise Comparativa da Dispersão Urbana nas Aglomerações Urbanas Brasileiras: Elementos Teóricos e Metodológicos para o Planejamento Urbano e Ambiental (Ricardo Ojima)                                                       | Daniel Hogan                               | UNICAMP (Campinas, São Paulo)                         |
| Planejamento Urbano e Regional/Demografia   | Regiões Metropolitanas: Obstáculos Institucionais à Cooperação em Politicas Urbanas (Sol Garson Braule Pinto) | Luiz Cesar de Queiroz Ribeiro              | UFRJ (Rio de Janeiro, Rio de Janeiro)                 |
| Psicologia                                  | Efeitos da estimulação transcraniana por corrente contínua sobre memória operacional e controle motor (Paulo Sergio Boggio)                                                                                                   | Maria Teresa Araujo Silva                  | USP (São Paulo, São Paulo)                            |
| Psicologia                                  | A Fera de Macabu: Memórias de um crime, uma Pena de Morte e uma Maldição (Renato César Möller) | Celso Pereira de Sá                        | UERJ (Rio de Janeiro, Rio de Janeiro)                 |
| Química                                     | Eletroluminescência e Morfologia de Polímeros: MEH-PPV e Blenas com Copolímeros Iônicos de SAA (Rafael Di Falco Cossiello) | Teresa Dib Zambon Atvars                   | UNICAMP (Campinas, São Paulo)                         |
| Saúde Coletiva                              | Demanda do Serviço de Saúde de Emergência: Características e fatores de risco para o uso inadequado (Maria Laura Vidal Carret)                                                                                                | Ana Cláudia Gastal Fassa                   | UFPEL (Pelotas, Rio Grande do Sul)                    |
| Serviço Social                              | Segurança Alimentar, Produção Agrícola Familiar e Assentamentos de Reforma Agrária no Maranhão (José de Ribamar Sá Silva) | Flávio Bezerra de Farias                   | UFMA (São Luís, Maranhão)                             |
| Zootecnia/Recursos Pesqueiros               | Populações microbianas e perfil fermentativo em silagens de capins tropicais e desempenho de bovinos de corte alimentados com dietas contendo silagens de capim-mombaça (Edson Mauro Santos)                                  | Odilon Gomes Pereira                       | UFV (Viçosa, Minas Gerais)                            |